# 厄斯特武特
厄斯特武特是德国石勒苏益格－荷尔斯泰因州的一个市镇。总面积14.19平方公里，总人口262人，其中男性139人，女性123人（2011年12月31日），人口密度18人/平方公里。